# Cuverville-sur-Yères
Cuverville-sur-Yères ist eine französische Gemeinde mit 193 Einwohnern (Stand: 1. Januar 2022) im Département Seine-Maritime in der Region Normandie. Sie gehört zum Arrondissement Dieppe und zum Kanton  Eu. 

## Geographie
Cuverville-sur-Yères liegt etwa 38 Kilometer ostnordöstlich von Dieppe am Yères. Umgeben wird Cuverville-sur-Yères von den Nachbargemeinden Saint-Martin-le-Gaillard im Norden und Westen, Baromesnil im Norden und Nordosten, Le Mesnil-Réaume im Nordosten, Sept-Meules im Osten, Avesnes-en-Val im Süden und Südosten sowie Bailly-en-Rivière im Südwesten.

## Bevölkerungsentwicklung
| Jahr                      | 1962 | 1968 | 1975 | 1982 | 1990 | 1999 | 2006 | 2013 |
| Einwohner                 | 276  | 237  | 185  | 176  | 178  | 176  | 221  | 205  |
| Quelle: Cassini und INSEE |      |      |      |      |      |      |      |      |

## Sehenswürdigkeiten

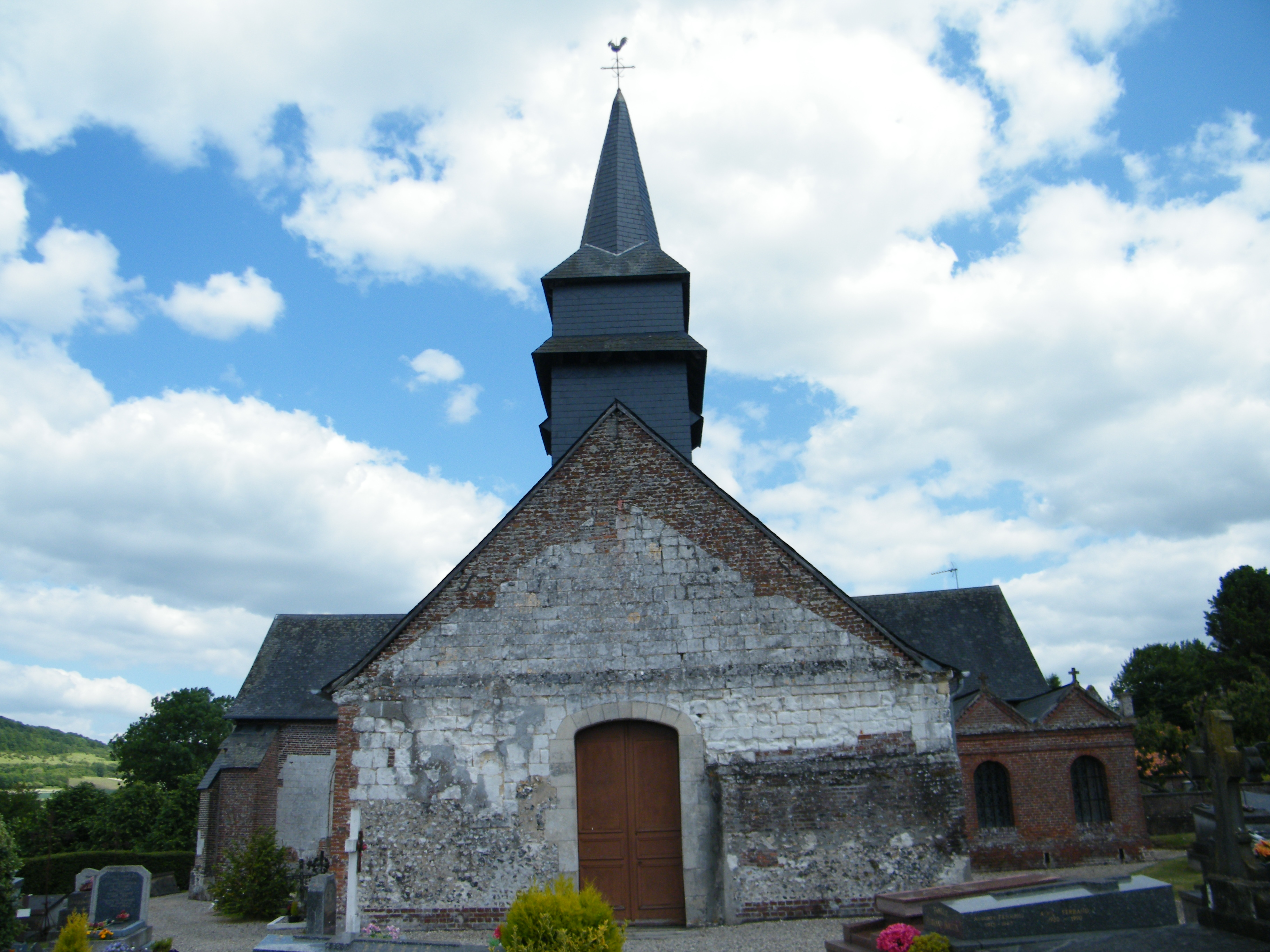
Kirche Notre-Dame

- Kirche Notre-Dame
- Reste der Turmhügelburg